# Evolución: El mayor espectáculo sobre la Tierra
Evolución: El mayor espectáculo sobre la Tierra (The greatest show on Earth: the evidence for evolution) es un libro de divulgación científica, escrito por el etólogo y biólogo evolutivo Richard Dawkins, en el año 2009. La obra es una extensa recopilación de las más significativas evidencias que hay en favor de la evolución biológica. El libro expone los errores que cometen los creacionistas en su interpretación de la evolución biológica, refuta varios argumentos del movimiento del diseño inteligente, y concluye que el mundo natural es exactamente lo que esperaríamos si la evolución fuese cierta. Dawkins publicó el libro en honor al bicentenario del nacimiento de Charles Darwin, y por los 150 años de la publicación de El origen de las especies.

## Temas
- Analfabetismo científico
- Método científico
- Negacionismo de la evolución
- Selección artificial
- Registro fósil
- Métodos de datación
- Taxonomía comparada
- Evolución humana
- Atavismos
- Embriología
- Reloj molecular
- Análisis genéticos
- Selección natural

## Índice
1. ¿Sólo una teoría?
2. Perros, vacas y lechugas
3. La belleza de la macro-evolución
4. Silencioso y lento
5. Frente a tus ojos
6. ¿Eslabón perdido? ¿A qué te refieres con "perdido"?
7. ¿Personas perdidas? Ni tanto...
8. Usted lo hizo en nueve meses
9. El arca de los continentes
10. El árbol del parentesco
11. Historia escrita en nosotros
12. Carreras armamentístas y teodicidad evolutiva
13. Hay grandiosidad en esta visión de la vida